# Etha flaviorbita
Etha flaviorbita là một loài tò vò trong họ Ichneumonidae.